# Charmoy (Aube)
Charmoy ist eine französische Gemeinde mit 63 Einwohnern (Stand: 1. Januar 2022) im Département Aube in der Region Grand Est. Sie gehört zum Kanton Saint-Lyé und zum Arrondissement Nogent-sur-Seine. 

## Lage
Sie ist umgeben von folgenden Nachbargemeinden: 
| Soligny-les-Étangs | Avant-lès-Marcilly                          | Fay-lès-Marcilly |
|                    | Kompassrose, die auf Nachbargemeinden zeigt |                  |
| Trancault          | Bourdenay                                   | Avon-la-Pèze     |

## Bevölkerungsentwicklung
| Jahr                      | 1962 | 1968 | 1975 | 1982 | 1990 | 1999 | 2008 | 2016 |
| ------------------------- | ---- | ---- | ---- | ---- | ---- | ---- | ---- | ---- |
| Einwohner                 | 53   | 51   | 73   | 62   | 57   | 63   | 58   | 75   |
| Quelle: Cassini und INSEE |      |      |      |      |      |      |      |      |